# Necrópole de Cirene
A Necrópole de Cirene é uma necrópole localizada entre Cirene, na Líbia, e o antigo porto de Apolônia, na encosta oeste da colina Wadi Haleg Shaloof. Tem cerca de 10 quilômetros quadrados de tamanho. Com túmulos arcaicos em terraços, o cemitério fica perto da antiga estrada para Apolônia. A necrópole está hoje parcialmente perdida, partes foram demolidas em 2013. A UNESCO classificou o local em 1982 como Patrimônio Mundial e acrescentou Cirene em 2017 à sua Lista do Patrimônio Mundial em Perigo.

## Geral
Os primeiros vestígios de Cirene datam de cerca de 700 a.C., sendo considerada a maior e mais antiga colônia grega no leste da Líbia. Acredita-se que a antiga planta sílfio, agora extinta, crescia apenas na região de Cirene.
Em 2013, o professor de arqueologia local Ahmed Hussein da Universidade Bayda observou:
"Esta antiga necrópole é uma das mais importantes do mundo. Seus túmulos e sarcófagos foram construídos por volta de 600 a.C. Esses túmulos estão espalhados em cada lado de uma estrada que leva ao centro da antiga cidade de Cirene. O local foi danificado ao longo de cerca de dois quilômetros. Cerca de 200 abóbadas e tumbas foram destruídas, bem como uma seção de um viaduto que data de aproximadamente 200 d.C. Artefatos antigos foram jogados em um rio próximo como se fossem mero lixo."

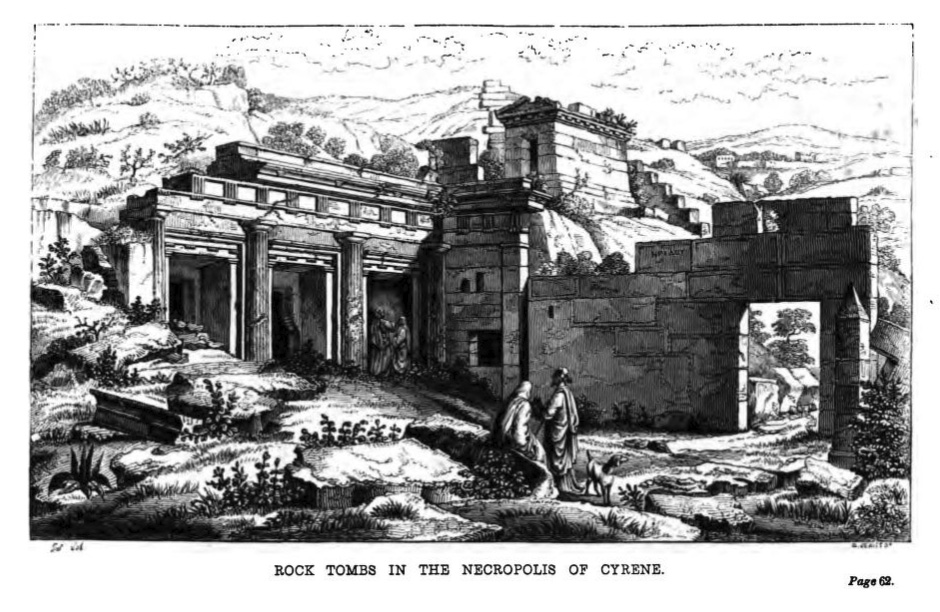
Andanças no Norte da África, por James Hamilton, 1856

James Hamilton descreveu a Necrópole de Cirene em sua visita de 1856:
"Alguns sentimentos de melancolia devem ser despertados em cada visitante, conforme ele segue aquelas longas filas de sepulcros violados, espalhados ao longo das encostas das colinas, intrometendo-se na planície abaixo, e se estendendo em todas as direções através do planalto ao sul. O sarcófago simples e o mausoléu orgulhoso agora ficam escancarados sem inquilinos; não perpetuando nem a afeição dos sobreviventes nem os méritos dos mortos, estando mudos quanto à sua história, seu destino, e quase seus nomes. Mãos bárbaras perturbaram as relíquias e saquearam os tesouros que antes elas continham; a existência de tais tesouros deve ter sido o incentivo para, e só isso pode explicar a violação universal de túmulos — o ódio, se inútil, bem como laborioso, raramente é assim implacável."

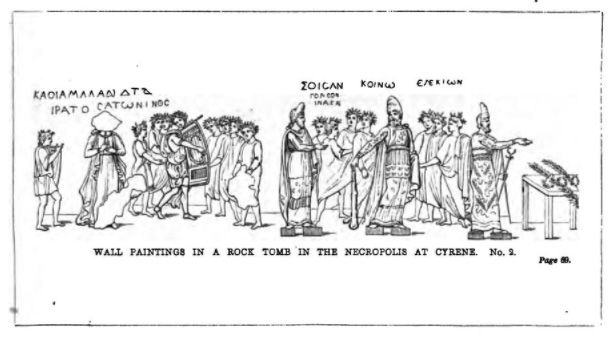
Pintura de parede de tumba na Necrópole de Cirene, 1856

"A face norte da colina oriental parece ter sido o primeiro lugar usado para sepulturas; e, a julgar pelo estilo, devo pensar que alguns monumentos, a cerca de meia milha da fonte, na estrada para Apolônia, estão entre os mais antigos. São grandes sepulcros, com desbotamentos cortados na rocha sólida, com pórticos, de estilo grego, quase egípcio. Estou inclinado a pensar que os sepulcros, que são inteiramente escavados, sem quaisquer acessórios de alvenaria, são de duas épocas, a mais antiga e a mais recente, a primeira, embora geralmente rude, impressionante em sua vastidão monolítica; a última, em suas decorações meretricamente diminutas, embora graciosas, lembrando-me fortemente de Pompeia. Algumas dessas encontram-se, nas quais a rocha lisa é marcada com linhas, para imitar alvenaria, como as casas de estuque de Belgravia. "
"As inscrições, dificilmente legíveis, parecem consistir em nomes de visitantes, para os incultos não oferecem interesse. Toda a série evidentemente se refere aos jogos dos antigos; corridas de bigas, gladiadores, lutadores e pugilistas, ocupando os dois lados que estão danificados. Há dois lutadores, com uma terceira figura, que parece estar dando um salto voador sobre suas cabeças, mas que pode ser destinado a ficar deitados no chão vencidos, enquanto o juiz, com a taça de prêmio, ou, talvez, o óleo para unção, olha no canto. À direita estão duas figuras, uma das quais parece estar convidando o primeiro, um jovem, a entrar por uma porta para a qual ele aponta; que eu conjecturo ser a introdução de um jovem para o estudo da retórica ou da poesia. É aqui que começam as inscrições. A ação das duas figuras seguintes é indistinguível. Em seguida, vemos uma figura com uma longa cortina, coroada com hera ou folhas de parreira, com a mão direita estendida, e com a esquerda segurando uma lira. Um orador ou poeta, com um rolo na mão, segue; e, depois dele, a mesma figura drapeada agora tocando a lira."

"O próximo grupo está, infelizmente, muito danificado, pois sua composição é notável. Contém oito figuras, todas coroadas de hera; o quarto soprando um chifre duplo; diante deles está uma figura nua com um peito quadrado. Aqui está um figura agora sem cabeça, e novamente o músico tocando a lira, rodeado por sete pessoas. Uma figura masculina, em uma máscara trágica, parece declamar para uma mulher também mascarada, que está rodeada por outras sete mulheres, coroadas com guirlandas. [...] em estilo, eles se parecem muito com muitos dos afrescos de Pompeia, aos quais, ou melhor, mais tarde, podem ser atribuídos. Em ambos os lados da porta, há uma luta de animais e uma caça. Em um, há um touro atacado por um leão, enquanto um tigre se prepara para saltar sobre seu pescoço; acima estão veados, uma gazela, cães e um chacal. Lanças estão voando por toda parte."

## Escavações
As escavações começaram no século XIX ou antes. Richard Norton escavou o local em 1911. O arqueólogo inglês Alan Rowe encontrou fragmentos de uma urna cinerária ptolemaica, uma figura de Teia, e pesquisou e escavou tumbas lá entre 1952 e 1957. Rowe foi o primeiro a fazer um extenso estudo arqueológico da Necrópole de Cirene, no entanto, muitos artefatos de suas escavações, e de Oliverio em 1925, são hoje considerados perdidos. Burton Brown escavou dois sarcófagos e um cemitério romano em 1947. Beschi escavou duas tumbas em 1963.

## Galeria

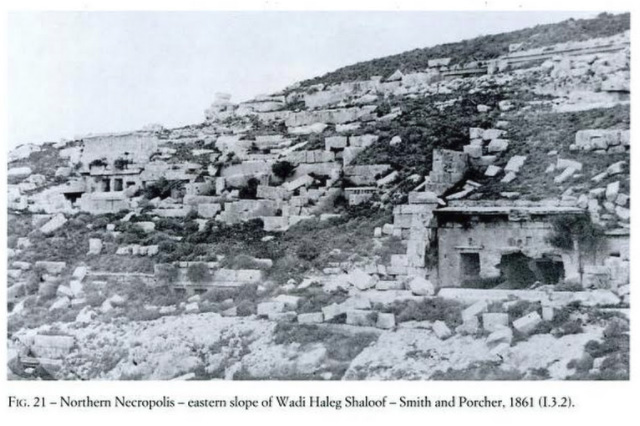
Smith e Porcher, 1861
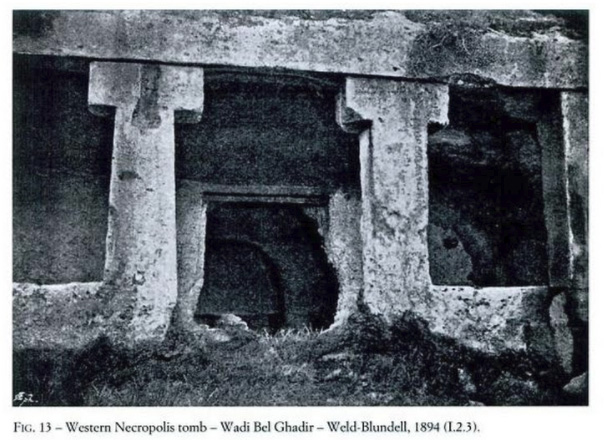
Weld-Blundell, 1894
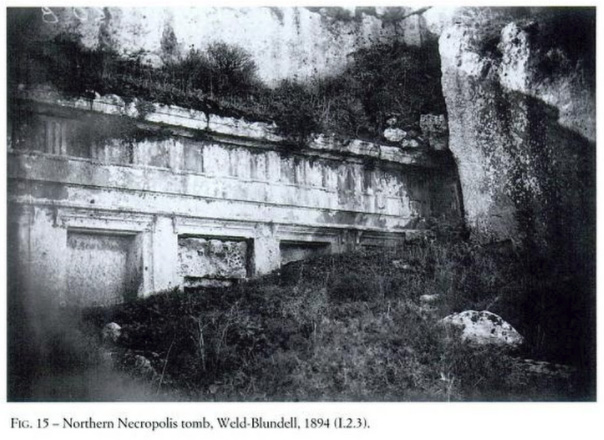
Weld-Blundell, 1894
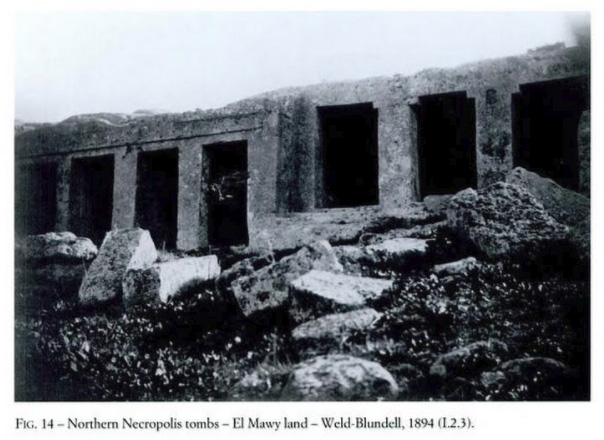
Weld-Blundell, 1894
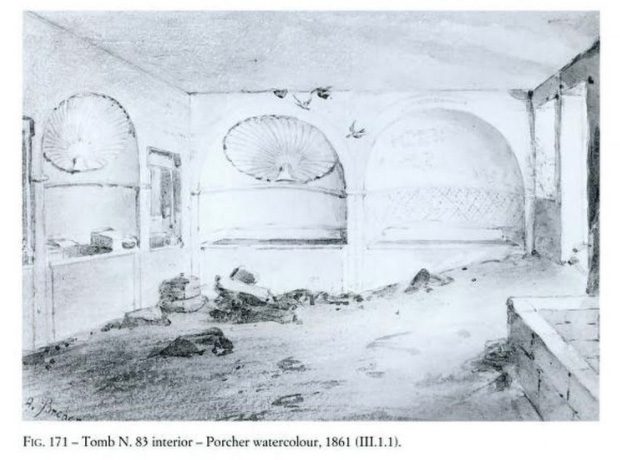
Porcher, 1861
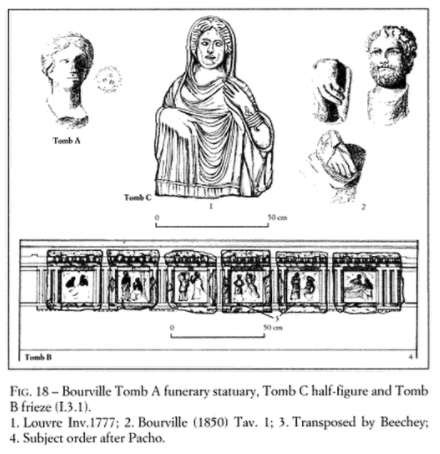
Beechey, 1850, estátuas funerárias
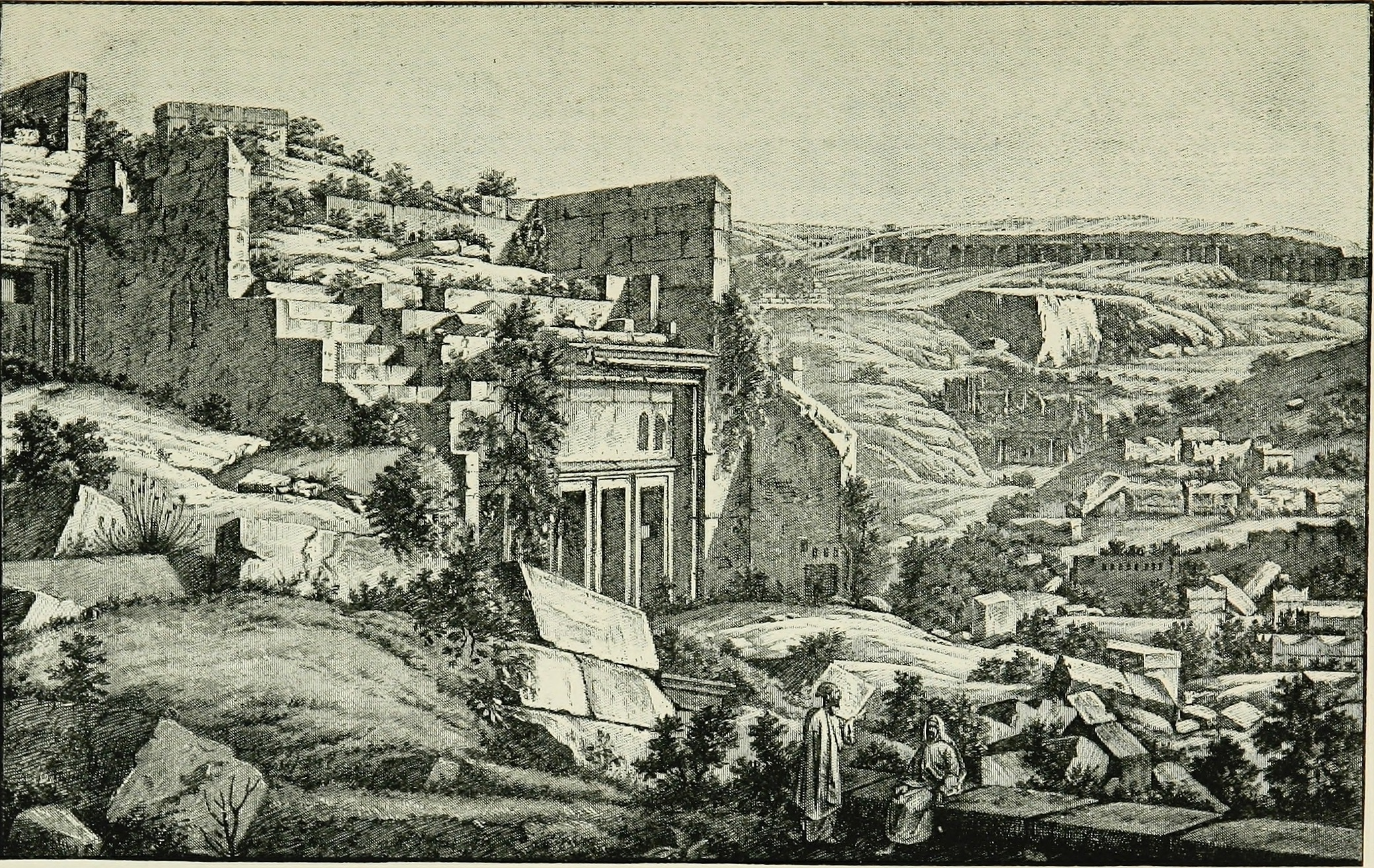
Ilustrada no livro "History of Egypt, Chaldea, Syria, Babylonia and Assyria (1903)"